# کریس رابرتسون (بازیکن فوتبال)
کریس رابرتسون (انگلیسی: Chris Robertson بازیکن فوتبال اهل بریتانیا است.
از باشگاه‌هایی که در آن بازی کرده‌است می‌توان به باشگاه فوتبال پرستون نورث اند، باشگاه فوتبال شفیلد یونایتد، باشگاه فوتبال تورکی یونایتد، و باشگاه فوتبال پورت ویل اشاره کرد.